# Coenocyathus bartschi
Espèce
Coenocyathus bartschi est une espèce de coraux appartenant à la famille des Caryophylliidae. Selon la base de données WoRMS, cette espèce est refusée et correspond à Rhizosmilia maculata (Pourtalès, 1874).